# Fibra óptica plástica

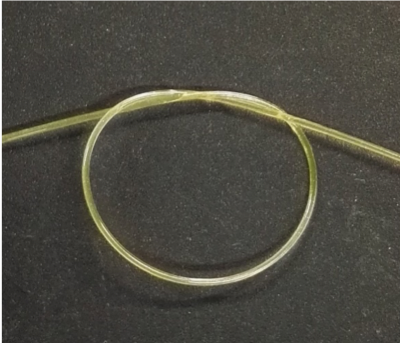
Fibra óptica plástica

La fibra óptica plástica (o POF, por Plastic -o Polymer- Optical Fibre) es un tipo de fibra óptica hecha esencialmente de plástico. Generalmente se construye con un núcleo de polimetilmetacrilato y un revestimiento de polímeros fluoruros.
Fueron unos investigadores coreanos del Korea Institute of Science and Technology los que descubrieron que este tipo de fibra era una alternativa económica a la fibra óptica tradicional.

## Características principales
En fibras de gran diámetro el 96% de su sección está destinada a la transmisión de la luz. El tamaño del núcleo es entre 20 y 100 veces mayor que el de la fibra de vidrio.
- Es inmune al ruido eléctrico, al basarse en impulsos fotoeléctricos la fibra de vidrio goza de inmunidad frente a las interferencias que producen los cables eléctricos colindantes. Esto la hace ideal para su integración en instalaciones eléctricas de los hogares comunes.

- Su ancho de banda es muy superior a los cables Ethernet o coaxiales debido a su diámetro, esto también nos permite que sea más sencillo introducirlo en instalaciones eléctricas ya existentes.
- La flexibilidad es la mayor ventaja de esta fibra óptica plástica, contraponiéndose a la rigidez de la fibra óptica tradicional,[3] ya que permite tener cables más delgados que los Ethernet y más fáciles de manejar que los coaxiales.
- El coste de fabricación es muy inferior al vidrio y por ello está al alcance de cualquier usuario.
- Se puede trabajar mucho mejor con ella. Esto significa que podremos cortarla a medida mientras que trabajamos con ella y sin necesitar elementos de gran precisión. La instalación de los conectores también es mucho más sencilla.
- Permiten menor atenuación al ser una fibra basada en material plástico, su coeficiente de absorción y dispersión de la señal es menor por tener menos impurezas que el vidrio.
- La fibra plástica (al igual que las fibras de vidrio) no conduce la corriente eléctrica, y por eso puede ser colocada también en ambientes en los que están presentes vapores o substancias inflamables y explosivas.

## Usos conocidos
Su uso está ampliamente extendido en electrónica automovilística y aeronáutica, y se instala cada vez más en la conexión interna de hogares entre el punto de acceso (interfaz con el proveedor de servicios) y los puntos de uso (rosetas o bases de toma). No es tan rápida como la fibra óptica tradicional.
También se está usando la POF para el control industrial, la iluminación (carteles luminosos), la medicina, las telecomunicaciones y el mercado aeroespacial, entre otras aplicaciones.